# Henry S. Breckinridge
Henry Skillman Breckinridge, född 25 maj 1889, död 2 maj 1960 i New York, var en amerikansk politiker (demokrat) och advokat. Han är antagligen mest känd för att ha varit familjen Lindberghs advokat under rättegången om hans sons kidnappning. Han var dessutom den enda demokraten som gjorde seriöst motstånd mot Franklin D. Roosevelt under primärvalen innan Presidentvalet i USA 1936.
Åren 1913–1916 var Breckinridge biträdande krigsminister, samtidigt som Franklin D. Roosevelt var biträdande marinminister.
Breckinridge ställde också upp i senatsvalet för New York för det lilla partiet Constitutional Party och han bröt därmed tillfälligt med demokraterna.
I primärvalen inför valet 1936 så ställde Breckinridge upp som motkandidat till Franklin D. Roosevelt. Breckinridge var en motståndare till New Deal-programmet och han testade hur populärt New Deal-programmet var. Breckinridge lyckades bara vinna primärvalen i New Jersey där Roosevelt inte ställde upp. Om man räknar bort New Jersey så fick han som bäst 15 procent av rösterna och de fick han i Maryland.
Roosevelt vann primärvalen med 4 830 730 röster i alla stater sammanlagt (93,19 procent) mot Breckinridges 136 407 (2,63 procent).
I valet så stödde Breckinridge den republikanske kandidaten Alf Landon som dock förlorade stort mot Roosevelt.
Breckinridge avled i New York.